# Филиньо, Жонель
Жонель Филиньо (англ. Jonelle Filigno; род. 24 сентября 1990, Миссиссога, Онтарио) — канадская футболистка, играющая на позиции атакующего полузащитника.

## Клубная карьера
После окончания университетской карьеры в университете Ратгерса Филиньо стала футболисткой клуба «Скай Блю». Она дебютировала 27 апреля 2014 в матче против «Бостон Брейкерс» на Гарвард Стэдиуме, выйдя на замену. Свой первый гол состоялся 21 мая того же года в матче против «Вашингтон Спирит» (3:3).

## Международная карьера
16 января 2008 года Филиньо в возрасте 17 лет дебютировала за сборную Канады. Она играла за Канаду на Олимпийских играх 2008 года и на Чемпионате мира по футболу среди женщин 2011 года. На Олимпийских играх 2012 года Филиньо забила победный гол против Великобритании в нокаут-стадии турнира. Впоследствии она была награждена бронзовой олимпийской медалью после того, как Канада победила Францию в матче за третье место. Филиньо сыграла свой последний матч за национальную команду на Чемпионате мира по футболу 2015 года.

## Достижения

### Сборная
- Обладательница Золотого кубка КОНКАКАФ: 2010

## Голы за сборную
| #  | Дата            | Место         | Соперник          | Счет | Результат | Турнир                       |
| -- | --------------- | ------------- | ----------------- | ---- | --------- | ---------------------------- |
| 1  | 2 апреля 2008   | Сьюдад-Хуарес | Тринидад и Тобаго | 2–0  | 6–0       | Квалификация на ОИ 2008      |
| 2  | 31 октября 2010 | Канкун        | Гайана            | 3–0  | 8–0       | Квалификация на ЧМ 2011      |
| 3  | 31 октября 2010 | Канкун        | Гайана            | 7–0  | 8–0       | Квалификация на ЧМ 2011      |
| 4  | 2 ноября 2010   | Канкун        | Мексика           | 3–0  | 3–0       | Квалификация на ЧМ 2011      |
| 5  | 5 ноября 2010   | Канкун        | Коста-Рика        | 2–0  | 4–0       | Квалификация на ЧМ 2011      |
| 6  | 4 марта 2011    | Никосия       | Италия            | 1–0  | 1–0       | Женский Кубок Кипра 2011     |
| 7  | 9 марта 2011    | Паралимни     | Нидерланды        | 1–0  | 2–1       | Женский Кубок Кипра 2011     |
| 8  | 14 июня 2011    | Рим           | КНДР              | 2–0  | 2–0       | Товарищеский матч            |
| 9  | 3 августа 2012  | Ковентри      | Великобритания    | 1–0  | 2–0       | Летние Олимпийские игры 2012 |
| 10 | 8 марта 2013    | Никосия       | Финляндия         | 3–0  | 6–0       | Женский Кубок Кипра 2013     |
| 11 | 24 ноября 2014  | Лос-Анджелес  | Швеция            | 1–0  | 1–0       | Товарищеский матч            |